# Association Sportive Mangasport
O Association Sportive Mangasport  é um clube de futebol com sede em Moanda, Gabão. A equipe compete no Campeonato Gabonês de Futebol.

## História
O clube foi fundado em 1962.